# FK Vlaznimi
FK Vlaznimi este un club de fotbal din Kosovo in Raiffeisen Superliga.

## Titluri
- Raiffeisen Superliga: (9)
  - 1967-68; 1968-69; 1969-70; 1970-71; 1973-74; 1979-80; 1981-82; 1985-86; 1989/90;
- Cupa Kosovo (4)
  - 1984-85 Finală : Vëllaznimi - Ramiz Sadiku 7:1 (5:0)
  - 1986-87 Finală : Vëllaznimi - Trepça 6:2 (4:1)
  - 1987-88 Finală : Vëllaznimi - Rahoveci 5:2 (3:0)
  - 2007-08 Finală : Vëllaznimi - Trepça 89 2:0 (0:0)

## Lotul actual de jucători
| Nr. |        | Poziție | Jucător          |
| --- | ------ | ------- | ---------------- |
| 1   | Kosovo | P       | Kushtrim Mushica |
| 12  | Kosovo | P       | Alban Xharavina  |
| 22  | Kosovo | P       | Korab Dylatahu   |
| 6   | Kosovo | F       | Drilon Dragusha  |
| 6   | Kosovo | F       | Shpat Tetrica    |
| 4   | Kosovo | F       | Fisnik Papuqi    |
| 4   | Kosovo | F       | Valon Kasapi     |
| 5   | Kosovo | F       | Kreshnik Vula    |
| 2   | Kosovo | F       | Robert Gjeraj    |
| 20  | Kosovo | M       | Etnor Qela       |

| Nr. |        | Poziție | Jucător          |
| --- | ------ | ------- | ---------------- |
| 24  | Kosovo | M       | Atdhe Gashi      |
| 11  | Kosovo | M       | Venhar Sermaxhaj |
| 11  | Kosovo | M       | Luigj Buqaj      |
| 22  | Kosovo | M       | Alban Dylazeka   |
| 8   | Kosovo | M       | Gjergj Bushaj    |
| 9   | Kosovo | A       | Nikollë Dushi    |
| 19  | Kosovo | A       | Gentian Dodaj    |
| 17  | Kosovo | A       | Alban Bekteshi   |
| 23  | Kosovo | A       | Laurant Dakaj    |
| 17  | Kosovo | A       | Rilind Juniku    |

### Transferuri  2009
| Nr. |        | Poziție | Jucător                               |
| --- | ------ | ------- | ------------------------------------- |
| 17  | Kosovo | A       | Alban Bekteshi (de la Drita Gjilan)   |
| 4   | Kosovo | F       | Fisnik Papuqi (de la FK Jedinstvo)    |
| 6   | Kosovo | F       | Drilon Dragusha (de la KF KEK)        |
| 11  | Kosovo | M       | Venhar Sermarxhaj (de la KF Trepça)   |
| 23  | Kosovo | A       | Laurent Dakaj (de la from KF Drenica) |